# Лебедівка (Куп'янський район)
Лебеді́вка —  село в Україні, у Великобурлуцькій селищній громаді Куп'янського району Харківської області. Населення становить 111 осіб. Орган місцевого самоврядування — Великобурлуцька селищна рада.

## Географія
Село Лебедівка знаходиться на лівому березі річки Великий Бурлук, вище за течією примикає село Плоске, на протилежному березі річки знаходиться село Голубівка, нижче за течією на відстані 3 км село Червона Хвиля. На річці побудована гребля яка утворює водосховище (~ 300 га).
У селі дві вулиці - Річна та Лісна.

## Історія
12 червня 2020 року, відповідно до розпорядження Кабінету Міністрів України № 725-р «Про визначення адміністративних центрів та затвердження територій територіальних громад Харківської області», увійшло до складу Великобурлуцької селищної громади.
19 липня 2020 року, в результаті адміністративно-територіальної реформи та ліквідації Великобурлуцького району, село увійшло до складу Куп'янського району Харківської області.
24 лютого 2022 року почалася російська окупація села.
11 вересня 2022 року під час слобожанського контрнаступу Збройних сил України від російських окупантів звільнено населені пункти Великобурлуцької селищної територіальної громади.